# Telpart
A Telpart Participações foi uma holding controladora das empresas de telefonia celular Telemig Celular e Amazônia Celular.

## Histórico
Durante o Governo Fernando Henrique Cardoso em 1998, as empresas telefônicas estatais do Brasil foram totalmente privatizadas. As empresas de telefonia celular da Telebrás foram agrupadas por áreas para futuramente se tornarem um empresa regional.
A Telemazon Celular (do Amazonas), a Telepará Celular (do Pará), a Telma Celular (do Maranhão), a Telaima Celular (de Roraima) e a Telamapá Celular (do Amapá) foram agrupadas na Tele Norte Celular.
Em 29 de julho de 1998, foi realizado na Bolsa de Valores do Rio de Janeiro o leilão das empresas de telefonia da Telebrás. A Tele Norte Celular foi vendida por R$ 188 milhões para um consórcio formado por Telepart/Telesystem International Wireless (48%), Banco Opportunity (21%) e fundos de pensão (Previ e Sistel) (18%). O consórcio também adquiriu a Telemig Celular por R$ 756 milhões.
Em dezembro de 2003, a Amazônia Celular atingiu a marca de 1 milhão de usuários, sendo a maior operadora de celular da Região Norte e a sexta maior do país, com um um market share de 45% na região em que atuava.
O grupo passou por diversos conflitos entre os sócios ao longo de sua existência.
O consórcio era controlado pelo Grupo Opportunity (que também tinha sociedade na Brasil Telecom), que sem condições de implantar a sua rede 3G e a portabilidade decidiu passar o controle acionário da Amazônia Celular para a operadora Vivo, que a comprou por R$ 120 milhões em combo com a Telemig Celular (do mesmo grupo) por R$ 1,093 bilhão em agosto de 2007.
Em dezembro do mesmo ano, a Vivo revendeu a Amazônia Celular para a Oi por R$ 120 milhões.A empresa foi absorvida totalmente pela Oi e deixando de existir em abril de 2009.